# کروموزوم
کروموزوم (به انگلیسی: Chromosome) یا فام‌تن به معنی جسم رنگی است که اولین بار در سال ۱۸۸۸ به وسیلهٔ والدیر به کار گرفته شد. هم‌اکنون این واژه برای نامیدن رشته‌های رنگ‌پذیر و قابل مشاهده با میکروسکوپ‌های نوری به کار می‌رود که از همانندسازی و نیز بهم پیچیدگی و تابیدگی هر رشته کروماتین اینترفازی در سلول‌های یوکاریوتی تا رسیدن به ضخامت ۱۰۰۰ تا ۱۴۰۰ نانومتر ایجاد می‌شود. در پروکاریوت‌ها نیز ماده ژنتیکی اغلب به حالت یک کروموزوم متراکم می‌شود. در برخی باکتری‌ها علاوه بر کروموزوم اصلی که اغلب ژن‌ها را شامل می‌شود کروموزوم کوچک دیگری که به‌طور معمول آن را پلازمید می‌نامند، قابل تشخیص است گر چه تعداد کمی از ژن‌ها بر روی پلازمید قرار دارند.
اما از آنجا که در بیشتر موارد ژن‌های مقاوم به آنتی‌بیوتیک‌ها بر روی آن جایگزین شده‌اند، از نظر پایداری و بقای نسل باکتری اهمیت زیادی دارد. کروماتین در ساختمان کروموزوم به شکل لوپ دیده می‌شود. لوپ‌ها توسط پروتئین‌های اتصالی به DNA که مناطق خاصی از DNA را تشخیص می‌دهند پابرجا می‌ماند. سپس مراحل پیچ خوردگی نهایتاً نوارهایی را که در کروموزوم‌های متافازی دیده می‌شود ایجاد می‌کند. هر تیپ کروموزومی یک نوع نواربندی اختصاصی را در ارتباط با نوع رنگ آمیزی نشان می‌دهد. این رنگ آمیزی‌ها منجر به مشخص شدن تعداد و خصوصیات کروموزوم‌های هر گونه از موجودات زنده می‌گردد؛ که این خصوصیات تعدادی و مورفولوژیک کروموزوم‌ها را کاریوتیپ می‌نامند.
یا به زبان ساده می‌توان کروموزوم‌ها را به بسته‌های مواد ژنتیکی تشبیه کرد که درون هستهٔ سلول‌ها ذخیره شده‌اند؛ و در واقع به شکل مولکول‌های DNA همراه با پروتئینها هستند که به این بسته‌ها کروموزوم گفته می‌شود.
هر انسان در مجموع ۴۶ کروموزوم دارد که هنگام لقاح نصف می‌شود. از این ۴۶ کروموزوم دو کروموزوم جنسی اند و جنسیت را مشخص می‌کنند.
هر انسان به هنگام لقاح ۲۳ کروموزوم از اسپرم پدر و ۲۳ کروموزوم از تخمک مادر دریافت می‌کند. سلول‌های تخمک و اسپرم هاپلوئید هستند یعنی دارای یک عدد از هر سری کروموزوم‌ند.
سلول‌های پروکاریوت (مثل باکتریها) معمولاً دارای یک کروموزوم می‌باشند. البته باکتری‌هایی هم هستند که دارای چند کروموزوم می‌باشند اما این باکتری‌ها نادر هستند. کروموزوم باکتری‌ها به صورت حلقوی است. باکتری‌ها (و برخی مخمرها) علاوه بر کروموزوم اصلی دارای یک یا چند پلاسمید نیز می‌باشند. انسان سالم دارای ۲۳ جفت کروموزم است. ۲۲ جفت کروموزوم که تعیین‌کننده منش‌های ارثی به غیر از جنس (نر و ماده) است و اتوزوم (خودتن) نامیده می‌شود. یک جفت دیگر را کروموزوم جنسی می‌گویند. کروموزوم‌های جنسی در مردان طبیعی به صورت XY و در زنان به‌طور طبیعی XX است.

## کروموزوم‌های همتا
کروموزوم‌های همتا (یا همولوگ) جفت کروموزوم‌هایی هستند که با ژن‌هایی با ویژگی‌های مشابه در جایگاه کروموزوم هم‌نظیر و از نظر طول، موقعیت سانترومر و الگوی رنگ‌آمیزی مشابه هستند. یک جفت کروموزوم همتا، یک کروموزوم از مادر و یک کروموزوم از پدر به ارث می‌برد.

## یوکاریوت

ساخت دی ان ای سلول یوکاریوت